# Wakizaka Yasuharu
Wakisaka Yasuharu (脇坂 安治) (1554 - 26 september 1626), ook bekend als Wakizaka Yasuharu, was een daimyo (feudaal heerser) van Awaji uit de late Sengoku-periode en vroege Edoperiode. 

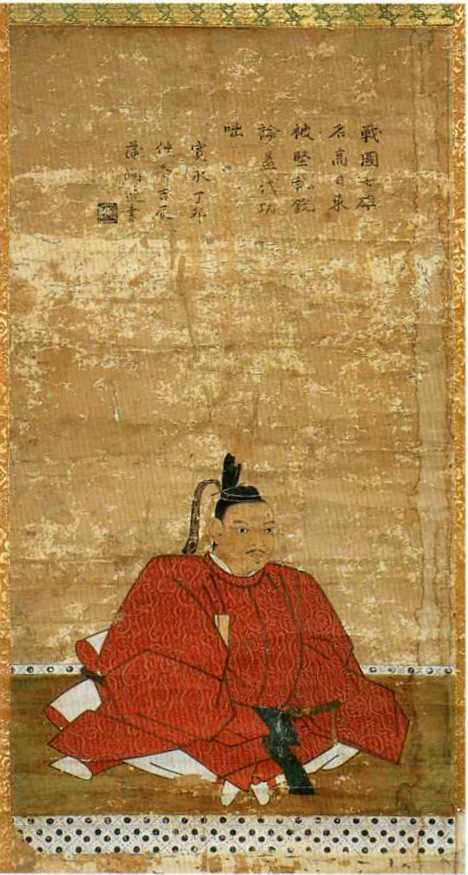

Wakisaka diende oorspronkelijk onder Akechi Mitsuhide, een vazal van Oda Nobunaga. In 1581, was hij een van de leiders van de troepen van Nobunaga bij het beleg van Hijiyama. Het jaar daarop, verraadde Akechi Oda Nobunaga en pakte zijn macht en land af, maar hij werd reeds twee weken later verslagen in de Slag bij Yamazaki. 
Wakisaka voegde zich aan de kant van de winnaar, Toyotomi Hideyoshi, die machtig was geworden als vazal van Oda Nobunaga. Wakisaka vocht onder andere voor Hideyoshi in de Slag bij Shizugatake in 1583, waardoor hij faam verwierf als een van de Zeven Speren van Shizugatake, samen met Kato Kiyomasa en anderen. Hij kreeg hiervoor de heerlijkheid van Awaji, wat 30.000 koku waard was, in 1585. Hij leidde een deel van de vloot van Hideyoshi bij de Koreaanse campagne. 
In 1600 wilde Wakisaka zich eerst aan de zijde van Tokugawa Ieyasu voegen, maar besloot zich tegen hem te verzetten, en zich bij Ishida Mitsunari te voegen. Op 21 oktober, ergens gedurende de beslissende Slag bij Sekigahara, liep Wakisaka over naar de vijand samen met Kobayakawa Hideaki. Hij versloeg de troepen van Otani Yoshitsugu, en droeg aldus bij aan de overwinning van Tokugawa.
Na de slag stond Tokugawa het Wakisaka toe zijn domein op Awaji te behouden.
In latere jaren breidde hij zijn gebied uit met nog een heerlijkheid, te Ozu, in de provincie Iyo, met een inkomen van 53.000 koku.
Na zijn dood werd hij opgevolgd als hoofd van de familie door zijn zoon, Wakisaka Yasumoto.